# Середенко Михайло Миколайович
Михайло Миколайович Середенко (* 1906, м. Харків — 1983) — радянський економіст.

## Життєпис
У 1932–1934 працював викладачем кафедри політичної економії Інституту червоної професури. Потім в апараті ЦК КП(б)У (1935-1940) — заступник заввідділу агітпропу, далі виконувач обов'язків заввідділу науки ЦК КП(б).
Згодом в Інституті економіки АН УРСР (з 1947 завідувач відділу економічної промисловості), з 1964 також в Науково-дослідному інституті Держплану УРСР; деякий час викладав у вишах Києва.
Праці з економіки промисловості, зокрема чорної металургії; монографія «Чорна металургія України 1917–1957» (1957). Редактор і співавтор низки колективних збірників з проблематики народного господарства України у 1949-1967 та журналу «Економіка Радянської України» (до 1966).